# Leyment
Leyment es una comuna francesa del departamento de Ain, en la región de Auvernia-Ródano-Alpes.

## Demografía
| 543 | 522 | 552 | 540 | 822 | 922 | 1 185 | 1 249 |
| Para los censos de 1962 a 1999 la población legal corresponde a la población sin duplicidades (Fuente: INSEE [Consultar]) |     |     |     |     |     |       |       |